# Grundseite
Als Grundseite oder Grundlinie wird in der elementaren Geometrie eine Seite eines Dreiecks oder gewisser Vierecke bezeichnet. 

Basis eines gleichschenkligen Dreiecks

- Bei einem gleichschenkligen Dreieck bezeichnet man als Grundseite (auch Basis) die Seite, an der die beiden gleichen Winkel anliegen: Die beiden anderen Seiten müssen gleich lang sein und werden als die Schenkel des gleichschenkligen Dreiecks bezeichnet. Bei einem gleichseitigen Dreieck kann demzufolge jede beliebige Seite als „Grundseite“ bezeichnet werden.
- Bei zeichnerischen Darstellungen wird oft die „untere“ Seite eines Vielecks als Grundseite bezeichnet.
- Bei der Berechnung des Flächeninhalts eines Dreiecks muss die Länge einer Seite mit der Länge der zu ihr senkrechten Höhe multipliziert und das Produkt halbiert werden. Die Seite, die man hier verwendet, nennt man in diesem Zusammenhang „Grundseite“.

- Bei einigen speziellen Vierecken lässt sich die Fläche auf ähnlich einfache Weise berechnen. Beispiele sind:
  - Rechteck: Flächeninhalt ist Breite mal Höhe, manchmal als Merksatz: „Grundseite mal Höhe“ formuliert,
  - Parallelogramm: Flächeninhalt ist Grundseite mal Höhe.

Man bezeichnet also bei der Flächeninhaltsberechnung eines Dreiecks oder gewisser Vierecke irgendeine Seite als Grundseite, weil man sie auf eine bestimmte Weise zur Berechnung verwendet. Diese Seite muss in der Figur keine besonderen Eigenschaften haben. Oft ist die Wahl der Grundseite mit der Ausrichtung der Figur in einer Zeichnung verbunden.